# Шевчук Андрій Володимирович (футболіст)
Андрі́й Володи́мирович Шевчу́к (нар. 12 червня 1985, Коростень) — український футболіст, нападник. Майстер спорту України міжнародного класу.

## Біографія

### Клубна кар'єра
Батько Андрія також грав у футбол, але на аматорському рівні. Андрій часто спостерігав за тренуваннями свого старшого брата Дмитра, а пізніше став сам грати у футбол. У шість років почав займатися футболом, перший тренер Анатолій Журавський. З 1999 по 2002 рік грав в ДЮФЛ за житомирське «Полісся».
Із 2003 по 2004 рік грав в аматорському чемпіонаті та Кубку України за «Коростень».
У 19 років він поїхав на перегляд у херсонський «Кристал», куди його запросив Володимир Бондарчук. Навесні 2005 року підписав контракт із командою. 7 квітня того ж року дебютував у Другій лізі України у виїзному матчі проти «Електрометалурга-НЗФ». Усього в сезоні 2004/05 Шевчук зіграв 7 матчів та забив 1 гол, а «Кристал» за підсумками турніру посів друге місце у Другій лізі.
Улітку 2005 року він побував на перегляді в сімферопольській «Таврії», де тренером був Олег Федорчук. Один день він тренувався з основною командою, після чого його відправили в дубль. Незабаром він дізнався, що клуб «Севастополь» очолив колишній тренер «Кристала» Сергій Пучков, і він перейшов до табору команди. Разом із командою ставав бронзовим призером та переможцем Другої ліги. У команді він став одним із найкращих гравців, його також порівнювали з Володимиром Гоменюком.
У сезоні 2009/10 «Севастополь» зміг стати переможцем Першої ліги України та вийти у Прем'єр-лігу. У Прем'єр-лізі дебютував 9 липня 2010 року у виїзному матчі проти луганської «Зорі» (0:0). Після того як «Севастополь» став грати у Прем'єр-лізі, Шевчук утратив місце в основному складі, проте після вильоту команди повернув собі місце в основі. Усього за «моряків» забив 73 голи у 202 матчах (194 матчі та 69 голів у чемпіонаті України; 8 матчів тв 2 голи в турнірі дублерів; 8 матчів та 4 голи в кубку).
Улітку 2012 року перейшов у словацький «Татран». До переходу у словацький клуб доклав руку тренер «Татрана» Ангел Червенков, який знав Шевчука по спільній роботі в «Севастополі». Дебютував за свою нову команду 15 вересня 2012 року в домашньому матчі з «Кошицями» (0:0). У Цоргонь-лізі зіграв 9 матчів та забив 3 м'ячі, ставши найкращим бомбардиром команди, а також одну гру провів у Кубку Словаччині.
Улітку 2013 року на правах вільного агента підписав дворічний контракт із запорізьким «Металургом», куди його запросив головний тренер команди Сергій Пучков, який знав можливості гравця по іграм за «Севастополь».
2 березня 2016 року став гравцем «Тернополя», але вже у вересні того ж року залишив команду.

### Кар'єра у збірній
Шевчук ставав переможцем двох літніх Універсіад: у 2007 в Таїланді, та у 2009 в Сербії. Після перемоги на універсіаді в Таїланді він був нагороджений званням майстер спорту міжнародного класу.

## Досягнення
- Переможець Першої ліги України (1) : 2009/10
- Переможець Другої ліги України (1) : 2006/07
- Срібний призер Другої ліги України (1) : 2004/05
- Бронзовий призер Другої ліги України (1) : 2005/06
- Переможець Літньої Універсіади (2) : 2007, 2009
- Майстер спорту України міжнародного класу: 2007

## Приватне життя
Батько і брат Андрія працюють на залізниці. У його родині також є дві сестри та чотири племінниці.
Його дівчина живе в Севастополі, хоча народилася також у Коростені.